# XXe siècle
Pour les articles homonymes, voir Vingtième Siècle.
 (novembre 2023).
Le XXe siècle (ou 20e siècle) commence le 1er janvier 1901 et finit le 31 décembre 2000.
Il s'étend entre les jours juliens 2 415 385,5 et 2 451 910,5,.

## Calendrier
Tableau des types d'années
| Décennies | … 0 | … 1 | … 2 | … 3 | … 4 | … 5 | … 6 | … 7 | … 8 | … 9 |
| --------- | --- | --- | --- | --- | --- | --- | --- | --- | --- | --- |
| 190 …     | G   | F   | E   | D   | CB  | A   | G   | F   | ED  | C   |
| 191 …     | B   | A   | GF  | E   | D   | C   | BA  | G   | F   | E   |
| 192 …     | DC  | B   | A   | G   | FE  | D   | C   | B   | AG  | F   |
| 193 …     | E   | D   | CB  | A   | G   | F   | ED  | C   | B   | A   |
| 194 …     | GF  | E   | D   | C   | BA  | G   | F   | E   | DC  | B   |
| 195 …     | A   | G   | FE  | D   | C   | B   | AG  | F   | E   | D   |
| 196 …     | CB  | A   | G   | F   | ED  | C   | B   | A   | GF  | E   |
| 197 …     | D   | C   | BA  | G   | F   | E   | DC  | B   | A   | G   |
| 198 …     | FE  | D   | C   | B   | AG  | F   | E   | D   | CB  | A   |
| 199 …     | G   | F   | ED  | C   | B   | A   | GF  | E   | D   | C   |

## Événements

### Politique

#### Avant 1914
- 1902 : fin de la Seconde guerre des Boers.
- En France, le début du XXe siècle est marqué par le dénouement de l'affaire Dreyfus (1894-1906), par l'adoption de la loi du 1er juillet 1901 relative au contrat d'association, qui institue les associations loi de 1901 et aboutit en 1904 à la suppression des congrégations religieuses, et la loi de séparation des Églises et de l'État de 1905, qui met en place la laïcité en France.
- 1904 : début du génocide des Héréros et des Namas au Sud-Ouest africain allemand, le premier génocide du siècle.
- 1905 : Guerre russo-japonaise et Révolution russe de 1905.
- 1905 : Crise de Tanger.
- 1908 : Crise bosniaque.
- 1910 : Révolution mexicaine.
- Annexion de la Corée en 1910 par le Japon.
- Révolution chinoise de 1911.
- 1911 : Coup d'Agadir.
- 1912 et 1913 : Guerres balkaniques.

#### Entre 1914 et 1918:Première Guerre mondiale
- La Première Guerre mondiale comporte un bilan humain d'environ 9 millions de morts et 8 millions d'invalides. Le 22 août 1914 est le jour le plus meurtrier de l'Histoire de France ; environ 27 000 soldats français sont tués pendant cette seule journée dans les Ardennes belges, soit quatre fois plus qu'à Waterloo.
- Le génocide arménien, débute le 24 avril 1915 par l'arrestation et la déportation de plus de 600 intellectuels arméniens par l'organisation Jeunes-Turcs. Il se poursuit le 30 mai par la publication du décret général de déportation des Arméniens dans les déserts d'Irak et de Syrie, qui entraîne la mort de centaines de milliers de personnes.

#### Entre 1918 et 1939 -Entre-deux-guerres
- Pendant la révolution russe (1917-1921), les bolcheviks, conduits par Lénine et Trotski, abattent la république socialiste russe et instaurent un état communiste basé sur la terreur et sur une police politique extrajudiciaire.
- 1919 : guerres civiles entre bolchéviks et anticommunistes en Russie et en Hongrie ; création de la Troisième Internationale communiste. Début de la systématisation des goulags, dans lesquels ont été détenus entre 1934 et 1947 environ 10 millions de prisonniers, et sont morts près d'un million de personnes[3].
- Entre-deux-guerres.
  - 1922 : fédération des républiques soviétiques en une Union soviétique (URSS).
  - 1922 : Benito Mussolini marche sur Rome : montée du fascisme.
  - 1923 : Adolf Hitler tente un putsch pour abattre la république de Weimar.
  - 1926 : éviction en URSS de Trotski au profit de Staline.
  - 1929 : Grande Dépression à la suite du krach.
  - 1930 : montée du nazisme, réarmement de l'Allemagne sous le Troisième Reich, montée des nationalismes et du révisionnisme dans toute l'Europe.
  - 1931 : Invasion de la Mandchourie.
  - 1933 : Prise de pouvoir par Hitler, création du Troisième Reich.
  - 1936 : formation de l'Axe Rome-Berlin-Tokyo.
  - 1936-1939 : Guerre d'Espagne.
  - 1937 : prémices de la Seconde Guerre mondiale en Asie par la Seconde guerre sino-japonaise.
  - 1938 : Accords de Munich, démantèlement de la Tchécoslovaquie, dernière démocratie parlementaire en Europe centrale.

#### Entre 1939 et 1945:Seconde Guerre mondiale
- 1939-1941 : Aktion T4 (génocide des handicapés dans le Troisième Reich).
- Septembre-octobre 1939 : anéantissement de la Pologne par l'Allemagne nazie et URSS stalinienne, invasion de la Finlande par l'URSS, conformément au pacte germano-soviétique.
- printemps 1940 : invasion des pays baltes par l'URSS.
- Mai-juin 1940 : Bataille de France, invasion des Pays-Bas, de la Belgique, du Luxembourg et de la France par les forces du Troisième Reich, et mise en place de régimes collaborationnistes dont celui de Vichy.
- été 1940 : démantèlement de la Roumanie par la Hongrie et par l'URSS.
- automne 1940 : invasion des Balkans par le Troisième Reich et l'Italie fasciste.
- 1941-1945 : Shoah (génocide des Juifs européens), Porrajmos (génocide des Roms européens) et persécution des homosexuels et des prisonniers politiques du Troisième Reich.
- juin 1941 : le Troisième Reich rompt le pacte germano-soviétique et, par l'opération Barbarossa, envahit l'URSS qui rejoint ainsi les Alliés.
- décembre 1941 : par l'attaque de Pearl Harbor, les États-Unis, jusque-là neutres, rejoignent ainsi les Alliés. À partir de ce moment, la conjonction entre les ressources des empires coloniaux britannique puis français, les masses humaines de l'Armée rouge et la productivité des industries américaines permet de surclasser progressivement les capacités militaires de l'Axe[4].
- 1942-1943 : batailles de Stalingrad et de Koursk, début du recul des forces allemandes sur le front de l'Est (où, comme dans le Pacifique, les conventions de Genève ne sont pas appliquées et où les crimes de guerre sont de règle dans les forces allemandes, soviétiques et japonaises).
- 10 juillet 1943 : débarquement de Sicile.
- 6 juin 1944 : débarquement de Normandie et juin-août 1944 : Bataille de Normandie.
- 15 août 1944 : débarquement de Provence.
- 7 et 8 mai 1945 : capitulation du Troisième Reich.
- 6 et 9 août 1945 : bombardements atomiques d'Hiroshima et de Nagasaki.
- 2 septembre 1945 : fin de la guerre par la capitulation du Japon.

#### Entre 1945 et 1990:Guerre froide
- 1945-1975 : « Trente Glorieuses » en Europe occidentale, en Amérique du Nord et au Japon (pays développés), période de forte croissance économique et d'augmentation du niveau de vie ; débuts de la décolonisation politique (sinon économique).
- 1946-1954 : dans le cadre de la guerre froide (1946-1990) des « guerres chaudes » se produisent en Indochine française (actuels Viêt Nam, Laos et Cambodge, où le Việt Minh communiste s'oppose à la France de 1946 à 1954) et en Corée (où la Corée du Nord, la Chine communiste et l'URSS s'opposent aux Nations-Unies, principalement aux États-Unis de 1950 à 1953).
- 1947 :
  - Indépendance de l'Inde et du Pakistan (voir chronologie de la décolonisation).
  - Lancement du Plan Marshall sur l'Europe occidentale.
- 1947-1948 : Première guerre indo-pakistanaise.
- 1948 :
  - Création de l'État d'Israël.
  - Assassinat de Gandhi.
- 1948-1991 : Apartheid en Afrique du Sud.
- 1949 : Création du Conseil de l'Europe.
- 1952 : Création de la Communauté européenne du charbon et de l'acier (CECA) (voir chronologie de l'Union européenne).
- 1953 : Mort de Joseph Staline.
- 1954-1962 : Guerre d'Algérie, conflit armé qui se déroule en Algérie française, colonie française depuis 1830 ; la guerre se termine par la reconnaissance de l'indépendance et la victoire politique du FLN.
- 1955-1975 : Guerre du Viêt Nam.
- 1956 : Révolution hongroise, qui échoue.
- 1957 : Création de la Communauté économique européenne (CEE) et la Communauté européenne de l'énergie atomique (CEEA) (voir chronologie de l'Union européenne).
- 1958 :
  - Coup d'état militaire d'abord à Alger, puis en Corse, qui provoque le retour du général de Gaulle au pouvoir ; confirmé dans ses pleins pouvoirs, par l'assemblée nationale, président de la République en 1958, il met en place de nouvelles institutions.
  - Nouvelle Constitution en France ; c'est le début de la Ve République.
- 1960 : Indépendance du Congo belge qui devient République du Congo, puis en 1971 Zaïre et en 1997 République démocratique du Congo.
- 1960-1990 : Révolution verte avec l'accroissement des ressources agricoles et le recul de famine.
- 1961-1974 : Guerre d'indépendance de l'Angola.
- 1962 :
  - Crise des missiles de Cuba.
  - Indépendance de l'Algérie.
- 1963 : Assassinat de John F. Kennedy
- 1964-1974 : Guerre d'indépendance du Mozambique entre le Frelimo et le Portugal.
- 1965 : Deuxième guerre indo-pakistanaise.
- 1967 : Création des Communautés européennes par fusion de la CECA, de la CEE et de la CEEA (voir chronologie de l'Union européenne).
- 1967-1970 : Guerre du Biafra.
- 1967-1974 : Dictature des colonels en Grèce.
- 1968 :
  - Assassinat de Martin Luther King
  - Printemps de Prague, tentative d'instaurer un « socialisme à visage humain » en Tchécoslovaquie.
  - Événements de Mai 68 en France.
- 1970 : Apparition de mouvements armés, d'extrême gauche (Fraction armée rouge, Action directe, Brigades rouges).
- 1972 : Conférence des Nations unies sur l'environnement de Stockholm
- 1973 :
  - Guerre du Kippour oppose Israël à une coalition militaire arabe menée par l'Égypte et la Syrie.
  - Premier choc pétrolier.
  - Mort de Salvador Allende.
- 1974 :
  - Démission de Richard Nixon (Scandale du Watergate)
  - Révolution des Œillets au Portugal.
- 1975 :
  - Indépendance de l'Angola.
  - Indépendance du Mozambique.
  - fin de la dictature du général Franco en Espagne.
- 1975-1982 : Transition démocratique espagnole.
- 1979 :
  - Révolution iranienne.
  - Deuxième choc pétrolier.
- 1980-1988 : Guerre Iran-Irak.
- 1981-2003 : Mahathir Mohamad était au pouvoir et l'économie malaisienne se développait rapidement.
- Krach d'octobre 1987 (voir Liste des crises monétaires et financières).
- 1988-1991 : Chute des régimes communistes en Europe, Dislocation de l'URSS, ouverture du rideau de fer, chute du mur de Berlin et réunification allemande.

#### Entre 1991 et 2000: «Fin de l'histoire»
Le concept hegelien de « fin de l'histoire » est recyclé par Francis Fukuyama et les médias de cette fin de siècle dans une double prospective : celle politique de la dissolution des « blocs » en un monde unique régi par l'économie de marché dérégulée, et celle environnementale de la fin du monde par épuisement des ressources et aggravation des tensions sociales et internationales. Mais la notion de « fin de l'histoire » s'est avérée inappropriée au vu des évènements qui ont suivi :
- 1990-1991 : Guerre du Golfe en Irak.
- 1991-2001 : Guerres de Yougoslavie.
- 1992 : Conférence des Nations unies sur l'environnement et le développement, dit sommet de la Terre de Rio.
- 1994 : Génocide des Tutsis au Rwanda.

### Science et technologie
- 1903 : les frères Wright réussissent le premier vol motorisé.
- 1905 : Albert Einstein publie la théorie de relativité restreinte, qui sera suivie en 1915 de la théorie de relativité générale.

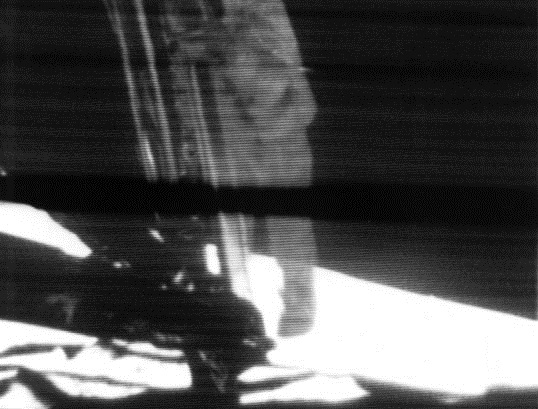
Le premier pas d'Armstrong sur la Lune en 1969.

- 1911 Roald Amundsen est le premier humain parvenant au pôle Sud, suivi par le britannique Robert Falcon Scott, mort au retour avec ses coéquipiers.
- 1912 : naufrage du Titanic.
- 1937 : prémices de l'« âge informatique ».
- 1942 : projet Manhattan, prémices de l'« âge atomique ».
- 1953 : première ascension de l'Everest par Edmund Hillary et Tensing Norgay.
- 1957 : premier lancement d'un satellite artificiel en orbite autour de la Terre, le Spoutnik 1 soviétique : prémices de l'« âge spatial » (voir histoire du vol spatial).
- 1960 : la population mondiale atteint 3 milliards.
- 1961 : le soviétique Youri Gagarine est le premier humain dans l'espace.
- 1969 : Apollo 11, l'américain Neil Armstrong est le premier humain sur la Lune.
- 1975 : la population mondiale atteint 4 milliards.
- 1976 : catastrophe industrielle de Seveso.
- 1984 : catastrophe industrielle de Bhopal.
- 1986 : catastrophe industrielle de Tchernobyl.
- 1987 : la population mondiale atteint 5 milliards.
- 1993 : création du World Wide Web.
- 1999 : la population mondiale atteint 6 milliards.
- 2000 : passage informatique à l'an 2000.

### Religions

#### Christianisme
- Église catholique
  - Les Accords du Latran, signés le 11 février 1929, réduisent la souveraineté temporelle du pape au seul État de la Cité du Vatican, réglant ainsi la question romaine.
  - Concile Vatican II, ouvert par le pape Jean XXIII en 1962, et clos par le pape Paul VI en 1965.
  - Paul VI proclame le principe de la collégialité entre les évêques et le pape, ce dernier continuant à bénéficier d’une supériorité juridictionnelle.
  - Dans sa constitution Gaudium et Spes, l’Église catholique reconnaît ses erreurs passées, prône un développement économique au service de l’homme, condamne la guerre et prêche une fraternité universelle ; elle réaffirme son attachement à la sainteté du mariage et de la famille, ainsi qu’au droit de propriété.
  - L'Église catholique se tourne vers les autres religions, reconnaît qu’elle n’est pas la seule à détenir la vérité, revendique la liberté religieuse pour tous, dénonce l’antisémitisme et innocente les Juifs, pris collectivement, de la mort du Christ. Le dialogue inter-religieux fait l'objet de la déclaration Nostra Ætate de Paul VI le 28 octobre 1965.
  - La liturgie est modifiée, en particulier la mention de pro perfidis judaeis (pour les juifs perfides) dans la liturgie du Vendredi saint est supprimée ; le latin est abandonné ; le prêtre dira la messe en langue vernaculaire, face à la foule.
  - Les ecclésiastiques sont admis à la retraite à 75 ans. La Curie est réformée ; la secrétairerie d’État y joue un rôle dominant. Le Saint-Office est remplacé par une Congrégation pour la doctrine de la foi et l’Index est supprimé.
  - En 1978, Karol Wójtyła est élu pape sous le nom de Jean-Paul II. C'est le premier pape non italien depuis 1522, et le premier pape polonais. Pendant son pontificat, le troisième plus long de l'histoire de la chrétienté, il fait de très nombreux voyages, visitant 129 pays. Son action a contribué à barrer la route pacifiquement à beaucoup d'idéologies, dont surtout le communisme dans son pays natal. Il s'intéresse de près aux relations avec la science (mise à jour de la position de l'Église catholique sur Galilée, encyclique Fides et ratio), il lance les Journées mondiales de la jeunesse, publie un nouveau catéchisme en 1992 et intensifie le dialogue interreligieux. Il demande pardon pour les erreurs commises par l'Église catholique dans l'histoire, à travers les repentances de 1998 et de l'an 2000.
  - En 1994, le pape Jean-Paul II publie la lettre apostolique Tertio millennio adveniente ; il souhaite que l'Église soit clairement consciente de ce qu'elle a vécu derrière elle au cours de ces dix derniers siècles, incitant ses fils à se purifier, dans la repentance, des erreurs, des infidélités, des incohérences, des lenteurs ; il appelle à la conversion, et ajoute que tout devra être orienté vers l'objectif prioritaire du Jubilé de l'an 2000 qui est le renforcement de la foi chrétienne et du témoignage des chrétiens[6].

- Église orthodoxe

- Confessions protestantes

- Judaïsme

- Islam

- Hindouisme

- Bouddhisme

- Autres